# Rosalía Abreu
Rosalía Abreu (15 de enero de 1862-3 de noviembre de 1930) fue una filántropa y cuidadora de animales cubana que fue la primera persona en criar con éxito chimpancés en cautiverio. En 1926, inicialmente apoyó la investigación propuesta por Iliá Ivanov para criar un Humancé, aunque luego se retractó de la decisión de involucrar a sus primates en el experimento. El psicólogo y primatólogo estadounidense Robert Yerkes trabajó con Abreu y basó parte de su investigación en los desarrollos que ella había hecho en el cuidado de primates y compró muchos de sus primates.

## Biografía

### Primeros años de vida
Rosalía Abreu nació el 15 de enero de 1862 en el seno de una familia acomodada de la provincia de Villa Clara (Cuba). Su padre era un hacendado llamado Pedro Nolasco González Abreu y Jimenes. Tenía dos hermanas: Marta Abreu y Rosa Contreras. Su padre murió en 1873 y su madre se mudó a los Estados Unidos con sus hijas menores, donde Rosalía asistió a la escuela Edenhall en Torresdale (Pensilvania). Posteriormente viajó a Francia donde se casó con un médico cubano, Domingo Sánchez Toledo, en 1883; tuvieron cinco hijos juntos. Regresó a Cuba en 1899 donde vivió en una extensa propiedad llamada Las Delicias, la cual fue heredada de sus padres, y estableció allí la que entonces era la colección de primates más grande del mundo.

### Primatología
La colección incluía más de 200 primates de más de cuarenta especies, algunos de los cuales fueron obligados a usar ropa y vivir en la casa con Abreu. Compró su primer primate, un macaco hembra, entre 1892 y 1897, mientras vivía en Francia. Su primer chimpancé, Chimpita, fue adquirido en 1902. Sin embargo otros se mantuvieron en jaulas grandes y aireadas, se mantuvieron calientes y se alimentaron con dietas vegetarianas. Abreu también reconoció la importancia de la interacción social para los primates y les permitió pasar tiempo juntos. En 1906 ella estableció el primer criadero de primates especialmente diseñado del mundo.
El 27 de abril de 1915 se convirtió en la primera persona en el mundo en criar chimpancés en cautiverio, tras el nacimiento de Anumá. Los padres eran Jimmy y Cucusa y un informe del nacimiento fue publicado por el antropólogo Louis Montané, profesor de la Universidad de Cuba. Otros chimpancés propiedad de Abreu incluyeron: Jim (fallecido en 1935 en el Jardín Zoológico de Filadelfia), Mona (la primera madre chimpancé en dar a luz gemelos en cautiverio), Bula, y Gua. En 1916 Isadora Duncan visitó la colección y comentó su tamaño. Si bien es más notable por su trabajo con chimpancés, los orangutanes también aparecen en la colección de Abreu, incluidos Guas y Guarina, que luego vivieron en el zoológico de Filadelfia. 
Simpatizante de los investigadores, Abreu recibió al psicólogo Robert Yerkes en Cuba en 1924, donde registró muchos de los principios detrás del cuidado de los animales de su colección. Estuvo acompañado en este viaje de investigación por Harold C.Bingham, Josephine Ball y Prince Chim, un chimpancé. El trabajo de Abreu constituye la base del libro de Yerkes sobre primatología titulado Almost Human.
En 1926 el científico ruso Iliá Ivanov se acercó a Abreu y le preguntó si alguno de los chimpancés machos que ella tenía estaría dispuesto a inseminar a una voluntaria humana para criar un híbrido humano-mono. Inicialmente Abreu accedió a suministrar un animal para el experimento, sin embargo tras las amenazas del Ku Klux Klan se retractó de su permiso.

### Legado
Abreu murió en su finca ubicada en Villa Palatino el 3 de noviembre de 1930. En el momento de su muerte solo siete chimpancés habían sido criados en cautiverio, incluidos cuatro en su finca. Después de su muerte, su hijo Pierre, estableció el Fondo Conmemorativo Rosalía Abreu en los Laboratorios de Biología de Primates de Yale (YLPB) que apoyó la publicación de investigaciones. Varios de sus chimpancés fueron transferidos al laboratorio de Yerkes después de la muerte de Abreu. Otro legado de su patrimonio fue la fundación de la Escuela Técnica Industrial Femenina de la Fundación Rosalía Abreu, la cual fue establecida en 1934.